# Svanen (schip, 1991)
De Svanen is een drijvende kraan, gebouwd in opdracht van de European Storebælt Group om te worden gebruikt bij de constructie van de west-brug van de Grote Beltverbinding. European Storebælt Group was een joint venture voor de bouw van de Grote Beltbrug (Storebælt) in Denemarken. Ballast Nedam was penvoerder van deze joint venture. Het schip wordt nu vooral gebruikt bij de aanleg van windturbineparken op zee.

## Beschrijving
Het ontwerp van Gusto Engineering met zijn 8700 ton hijsvermogen is het een van 's werelds krachtigste drijvende kranen. Het werd uitgerust met onder andere de brug, lieren en de motoren van het hefschip Ostrea, dat werd gebruikt bij de aanleg van de Oosterscheldekering. Er zijn nog drie vaartuigen die een hoger hijsvermogen hebben, namelijk de  Thialf en de Saipem 7000 en de meest recente, de Sleipnir. Maar die zijn alle drie met twee kranen uitgevoerd die gezamenlijk wel een hoger hijsvermogen hebben maar alleen respectievelijk niet boven de 18000 ton (Sleipnir in tandem crane) uitkomen. Deze schepen zijn echter een stuk zeewaardiger en totaal niet vergelijkbaar met de Svanen.

## Geschiedenis

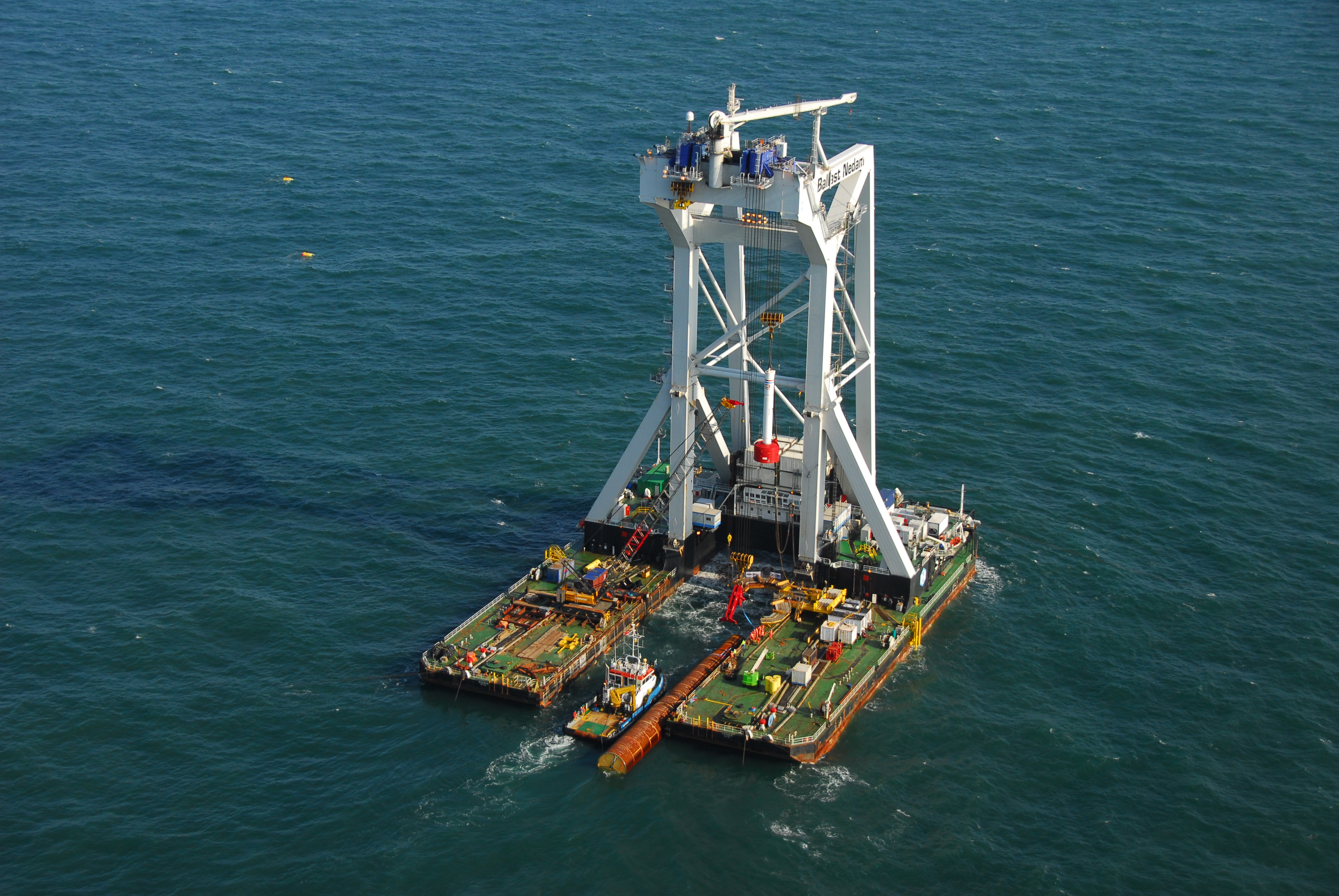
De Svanen in het Offshore Windpark Belwind

De Svanen is ontwikkeld door Ballast Nedam en in 1990-1991 gebouwd bij Grootint in Nederland om ingezet te worden bij de constructie van de Grote Beltbrug in Denemarken. Daarna is de Svanen door Ballast Nedam aangekocht en na een grondige verbouwing in 1994-1995 ingezet voor de constructie van de Confederation Bridge in Canada. Later is hij nog aangepast voor de bouw van de Sontbrug tussen Kopenhagen (Denemarken) en Malmö (Zweden).
Na enige jaren werkloos in de haven van Malmö te hebben gelegen is het schip in 2005 naar Rotterdam gesleept om nogmaals aangepast te worden, maar nu voor de aanleg van het Offshore Windpark Egmond aan Zee NoordzeeWind in de Noordzee. Vervolgens is de Svanen gebruikt voor de aanleg van de funderingen van meerder offshore windparken in Europa. In totaal zijn er door de Svanen 395 funderingen voor offshore windparken geïnstalleerd. De grootste palen waren ca. 70 meter lang, hadden een diameter van 6 tot 6,5 meter en waren tot 930 ton zwaar (stand december 2013).
In november 2014 nam Van Oord voor een onbekend bedrag de offshoredivisie, inclusief de Svanen, over van Ballast Nedam. Dit onderdeel levert diensten voor de aanleg van windmolenparken op zee. Van Oord krijgt naast het hefvaartuig ook ongeveer 50 man aan maritiem bouwpersoneel erbij.

## Projecten

### Bruggen
- 1991-1994 - Westbrug Grote Beltverbinding: autosnelwegbrug en spoorbrug
- 1995-1997 - Confederation Bridge: autowegbrug
- 1998-2000 - Sontbrug: autosnelwegbrug en spoorbrug

### Windmolenparken
- 2006 - Offshore Windpark Egmond aan Zee (OWEZ) NoordzeeWind: windmolenpark voor de kust van Egmond aan Zee, installatie funderingen (36×)
- 2008 - Rhyl Flats Offshore Wind Farm (Engeland), installatie funderingen (monopiles en transition pieces) (25×)
- 2008-2009 - Gunfleet Sands Offshore Wind Farm (Engeland), installatie funderingen (monopiles en transition pieces) (32×)
- 2009-2010 - Belwind Offshore Wind Farm (België), installatie monopiles voor funderingen (56×)
- 2010 - Sheringham Shoal (Engeland), installatie funderingen (monopiles en transition pieces) (24×)
- 2011 - Walney II Offshore Wind Farm (Engeland), installatie monopiles voor funderingen (51×)
- 2011 - London Array Offshore Wind Farm (Engeland), installatie funderingen (monopiles en transition pieces) (11×)
- 2012 - Anholt Offshore Wind Farm (Denemarken), installatie monopiles voor funderingen (111×)
- 2012 - London Array Offshore Wind Farm (Engeland), installatie funderingen (monopiles) (11× (tweede maal))
- 2013 - Baltic 2 (Duitsland), installatie van monopiles voor funderingen (39×)
- 2014 - Butendiek Offshore Wind Farm, installatie monopiles voor funderingen (80×)
- 2014 - Amrumbank West Offshore Wind Farm, installatie monopiles voor funderingen (19×)
- 2016 - Burbo Bank Extension Offshore Wind Farm, installatie monopiles voor funderingen (32×)
- 2020 - Kriegers Flak Offshore Wind Farm, installatie funderingen (monopiles en transition pieces) (72×)
- 2023 - Baltic Eagle Offshore Wind Farm, installatie funderingen (monopiles) (50×)